# Gemala Sari
Gemala Sari is een bestuurslaag in het regentschap Kepulauan Meranti van de provincie Riau, Indonesië. Gemala Sari telt 1059 inwoners (volkstelling 2010).